# ريتشارد ماي
ريتشارد ماي (بالإنجليزية: Richard May)‏ هو قاضي ومحامي بريطاني، ولد في 12 نوفمبر 1938 في لندن في المملكة المتحدة، وتوفي في 1 يوليو 2004.